# Portello

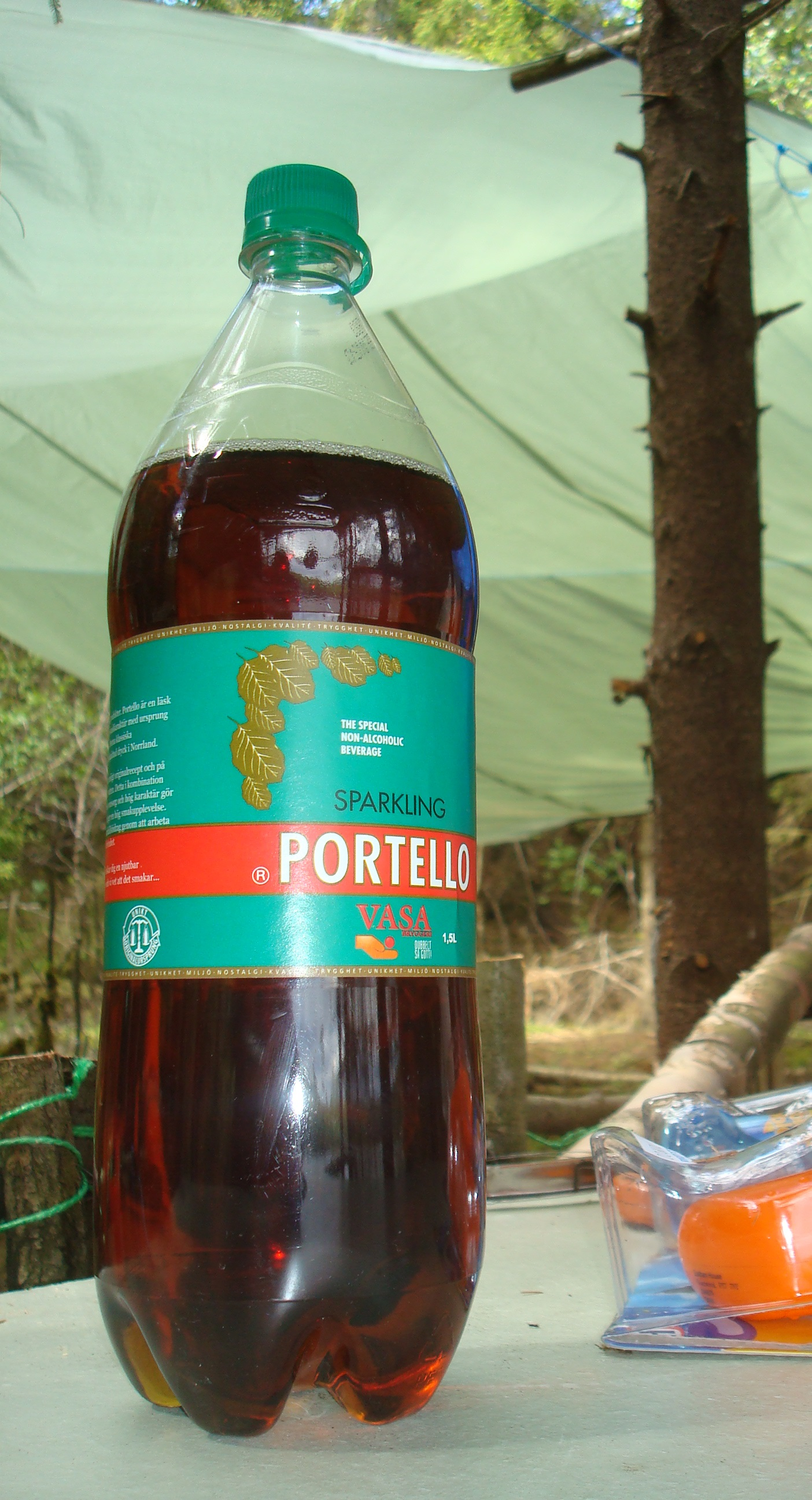
Portello.

Portello är en kolsyrad läskedryck som uppfanns på 1920-talet i England av essensfirman Barnett & Foster Ltd i London.
Syftet med drycken var att erbjuda ett alkoholfritt alternativ till portvin, vilket också namnet anspelar på.
Portello såldes i många länder i världen, och främst till kolonier inom det brittiska imperiet, tex. Sri-Lanka, Kenya, Australien och Maldiverna.
I Sverige såldes extraktet till de svenska bryggerierna/vattenfabrikerna via AB Norrländska Extraktfabriken, Ljusdal fram till 1960 då distribution togs över av Nordiska AB Naarden i Lund (dotterbolag till N.V. Chemische Fabriek Naarden, Holland).
Drycken har tappats upp och sålts av närmare hundra bryggerier och vattenfabriker i Sverige under åren, och den har haft extra stor försäljning i norra Sverige.
Det har under många år hävdats att Portello skulle ha sitt ursprung från Smedbergs läskfabrik i Malmberget, vilket inte stämmer. Att Smedbergs läskfabrik tillsammans med många andra svenska producenter tappat och sålt Portello stämmer dock. Portello-etiketterna har fram till 1970-talet haft samma grafiska design oavsett bryggeri/vattenfabrik, och de tidigaste är även märkta med texten ”Barnett & Foster, LTD, London. Exakt samma design som i övriga världen.
Sedan 2005 ägs i Sverige varumärket Portello av Vasa Bryggeri i Sundsvall, som också tillverkar den sockerfria varianten Portello Zero Sugar.